# 濱江省
濱江省，是满洲國的省份之一，省會哈爾濱市。其省域為今黑龍江省南部哈爾濱市、大慶市一帶。

## 地理
據1940年10月統計，全省總面積63860平方公里，人口423.4萬人。
周圍鄰省依順時鐘為北安省、三江省、東滿省、吉林省、龍江省。

## 行政沿革
1934年12月1日，满洲國析黑龍江省的呼蘭、巴彥、木蘭、東興、鐵驪、慶城、綏棱、海倫、綏化、望奎、青岡、蘭西、安達、肇東、肇州15縣和郭爾羅斯後旗與吉林省的雙城、五常、阿城、賓縣、延壽、珠河、葦河、寧安、穆棱、東寧、密山、虎林12縣，共27縣、1旗，成立濱江省，省公署駐哈爾濱市。
1937年7月1日，寧安、穆棱、東寧、密山、虎林5縣劃歸新設之牡丹江省；將哈爾濱特別市改為普通市，劃歸濱江省管轄。
1939年6月1日，將綏化、望奎、海倫、綏棱、慶城、鐵驪6縣劃歸新設之北安省。
歷經析置，全省轄縣由初期的27縣、1旗，縮小為1市、16縣、1旗，即：哈爾濱市，雙城縣、五常縣、阿城縣、賓縣縣、延壽縣、珠河縣、葦河縣、木蘭縣、東興縣、巴彥縣、呼蘭縣、蘭西縣、青岡縣、安達縣、肇東縣、肇州縣，郭爾羅斯後旗。

## 行政區劃
满洲國滅亡前，濱江省轄有1市、16縣、1旗：
- 哈爾濱市
- 阿城縣
- 賓縣
- 雙城縣
- 五常縣
- 珠河縣
- 葦河縣
- 延壽縣
- 呼蘭縣
- 巴彥縣
- 木蘭縣
- 肇東縣
- 肇州縣
- 蘭西縣
- 東興縣
- 安達縣
- 青岡縣
- 郭爾羅斯後旗